# Vincenzo Calmeta
Vincenzo Colli detto il Calmeta (Chio, 1460-1465 circa – Roma, agosto 1508) è stato un poeta e critico letterario italiano.
Fu al servizio di vari signori, nel corso dei suoi continui e inquieti spostamenti per l'Italia e la Francia. Dapprima segretario della duchessa di Milano Beatrice d'Este, che celebrò nei Triumphi, fu quindi commissario di Cesare Borgia, nonché poeta favorito anche della duchessa d'Urbino Elisabetta Gonzaga, alla quale dedicò i Nove libri della volgar poesia (oggi perduti), ma subì la persecuzione del fratello di lei, il marchese Francesco II Gonzaga, che gli portò un odio feroce.

## Biografia
La vita di Vincenzo rimane in larga parte oscura, ed è possibile ricostruirla solo per brevi accenni e per ciò che egli riferisce di sé all'interno delle proprie opere e lettere sopravvissute.

### Origini
Il copista di un codice contenente alcune sue opere ne fornisce alcuni particolari biografici, sulla base di ciò che Vincenzo stesso aveva scritto nella propria Amorosa Peregrinazione, opera perduta: i suoi antenati furono insubri ed egli apparteneva a una nobile famiglia vigevanese. Il padre era un gran viaggiatore e, capitato a Chio, allora sotto la giurisdizione genovese, vi aveva ottenuto il compito dell'amministrazione della giustizia. Qui aveva sposato una nobildonna del luogo, dalla quale nacque appunto Vincenzo e, come parebbe, un altro figlio. All'età di due anni il  bambino fu condotto dai genitori a Castel Nuovo Scrivia e qui compì i primi studi.
Vincenzo dichiara, nelle prose scritte dopo il 1500, di avere quarant'anni, perciò la sua data di nascita è fissata attorno al 1460 o poco dopo. Né le prose sono infatti databili prima del 1500, poiché contengono numerosi riferimenti alla caduta di Ludovico il Moro e al proprio servizio presso Cesare Borgia, di cui Vincenzo parla come di fatti ormai passati.
Nel biennio 1490-1491 si trovava a Roma, dove seguì gli studi presso l'Accademia di Paolo Cortese e dove strinse amicizia col poeta vagabondo Serafino Aquilano. Si presume che proprio in quegli anni egli assumesse il soprannome di Calmeta influenzato dal personaggio omonimo del Filocolo del Boccaccio.

### Segretario di Beatrice d'Este

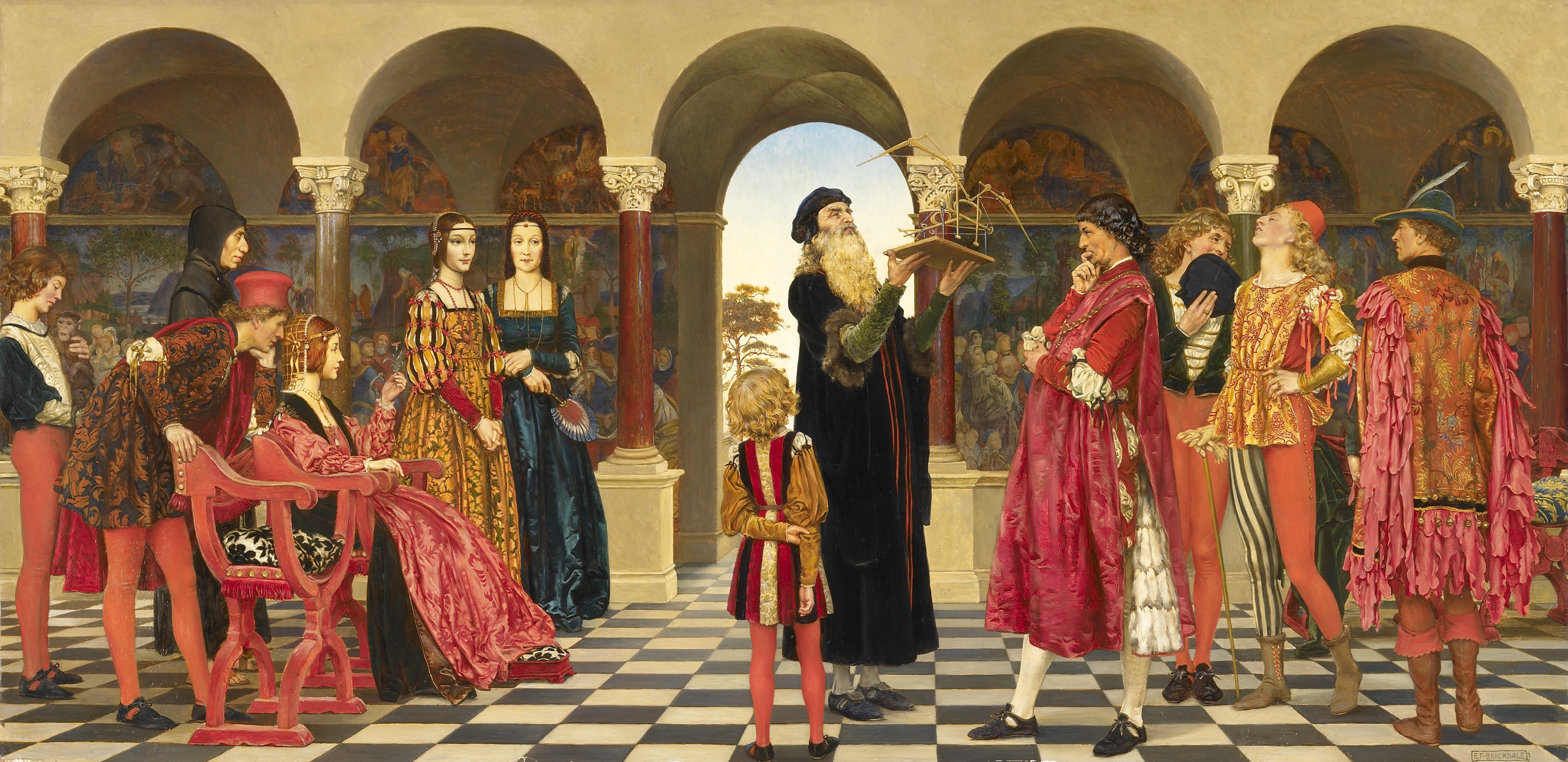
La corte di Ludovico il Moro. Eleanor Fortescue-Brickdale. Sulla sinistra è la duchessa Beatrice d'Este, cui un cortigiano, forse il suo segretario, sussurra qualcosa all'orecchio.

Terminati gli studi, ed essendo in età ancora giovanile, si recò in data imprecisata, ma comunque antecedente al 1494, a Milano, presso la corte di Ludovico il Moro, dove divenne segretario della duchessa Beatrice d'Este. Si noti comunque che è Vincenzo stesso a definirsi con tale termine all'interno delle proprie opere, mentre mancano tuttavia testimonianze concrete della sua effettiva attività durante la permanenza a Milano, come se non ci fosse mai stato. Parrebbe inoltre che in onore della duchessa egli avesse composto una serie di poesie che non ci sono pervenute, ma entrò senz'altro a far parte del rinomato circolo di poeti radunato intorno alla donna, che egli stesso descrisse con queste parole:
(Vincenzo Calmeta, Vita di Serafino Aquilano)

#### L'amore per la duchessa e i Triumphi
Alla propria signora egli fu sinceramente affezionato, quando non direttamente innamorato, come risulta da diverse evidenze, e specialmente dall'incredibile dolore espresso in seguito nella sua opera più famosa: i Triumphi. Si tratta di un poema in cinque canti d'ispirazione petrarchesca e dantesca, che Vincenzo compose per dare sfogo al dolore causato dalla prematura scomparsa di lei, avvenuta al principio del 1497. Il poema è tutto intriso di un lessico fortemente amoroso, e due soli sono i personaggi presenti: Beatrice, nel ruolo della donna angelica, e Vincenzo, che si sostituisce a Dante e Petrarca nel ruolo del poeta perduto che necessita della guida e del conforto della propria donna.
Tema portante dell'opera è dunque l'amore per la donna che, sul solco del Dolce Stil Novo, conduce il poeta alla salvezza. Anche in questo caso, secondo l'interpretazione di Rossella Guberti, si tratta di un amore puramente spirituale e non fisico, secondo una visione filosofico-religiosa: Beatrice è guida per gli smarriti sensi del poeta. Anche secondo Claudia Berra il sentimento di Vincenzo si mantiene sempre più sulla strada della devozione che non dell'amore vero e proprio. L'amore-passione sarebbe cioè assente, "surrogato dalla venerazione del segretario per la sua signora".
D'altra parte alcuni versi di un epicedion dell'umanista Pier Francesco Giustolo, composto forse nel 1501 e dedicato a Vincenzo Calmeta, sembrano condurre a un'interpretazione diversa, nonché dimostrare il ruolo centrale che Beatrice ebbe nella vita e nella poetica del proprio segretario:
(Epicedion di Pier Francesco Giustolo.)
Si tratta del compianto per un giovane poeta di recente defunto, il quale era stato allievo di Vincenzo: la scena si svolge nella selva ultraterrena, dove il fanciullo allieta le anime dei defunti con le canzoni che Vincenzo gli ha insegnato, e dove appare inaspettatamente una Beatrice che altri non può essere che la stessa duchessa Beatrice d'Este, già morta da anni. Da ciò si comprende che Vincenzo aveva continuato a scrivere poesie in sua memoria, le quali insegnò al proprio allievo: riconosciutele, Beatrice prende per mano il fanciullo defunto e lo interroga sul benestare di Vincenzo, dicendo di perdonarlo per le sue "curis secundis", verosimilmente traducibile con "successivi amori", in quanto intrattenuti dopo la morte della duchessa. In seguito, in una successiva edizione dell'epicedio, il nome di Vincenzo venne rimosso, mentre quello di Beatrice subì varie sostituzioni: si tentò dapprima di trasformarlo in quello di una anonima Lycore; fallito questo tentativo, il nome Beatrix venne trasformato in Hermosine, misteriosa donna amata da Angelo Colocci. Si trattò di un vero e proprio "furto letterario" perpetrato dal Colocci ai danni del Calmeta, al cui nome sostituì il proprio come dedicatario fittizio nell'epicedio del Giustolo, probabilmente dopo la sua morte nel 1508. Questa fu la versione che andò a stampa. Esso fu invece presumibilmente composto dal Giustolo a Fano, nel 1501, e inviato a Napoli al Calmeta, il quale era allora al servizio del Valentino. I veri nomi dei protagonisti furono riscoperti solo nella seconda metà del XX secolo da Augusto Campana.
Alcuni numerosi sonetti attribuiti, con maggiore o minore certezza, al Calmeta, sono stati rinvenuti in diversi manoscritti, e datati approssimativamente agli ultimi anni del XV secolo, altri ai primi del secolo successivo. I sonetti amorosi parlano tutti di un amore infelice, non corrisposto e non realizzabile. Così per esempio il VII contenuto nel manoscritto Par. It. 1543, dove egli lamenta di non poter sfogare "el martir mio tanto atroce", col rivelare a tutti il proprio desiderio, poiché sarebbe una grave minaccia all'onore della dedicataria (mantenuta anonima), ragione per cui aveva scelto di soffrire e di tacere il proprio amore: "cussì l'un via a me, l'altra ad te noce, unde pel meglio mi consumo e taccio, e cerco cun mio damno conservarte, perché in te sta de me la meglior parte". Un altro parla della bellezza e della crudeltà dell'amata, che non lo corrisponde. In una epistola metrica (di attribuzione anch'essa incerta) parla invece di un amore finalmente corrisposto: un "licito amor" di cui "l'oneste accoglienze siano il frutto", ma precisa che si tratta di una donna di bassa condizione sociale, che infatti non può sposare.
Quanto ai Triumphi, essi iniziano col poeta (Vincenzo) che piange la prematura morte della "sua cara compagna", la duchessa Beatrice, e si esprime addirittura con queste struggenti parole:
(Triumphi  (I, 10-24))

Egli non fa che inveire contro il crudele Fato e tessere gli elogi della defunta, che è la "chiara luce al mio scuro intellecto" e "del mio ardente cor vera fenice", e invoca addirittura la Morte affinché lo faccia morire al più presto e gli conceda di riposare accanto alle sue "caste ossa":
(Triumphi (I, 43-60))

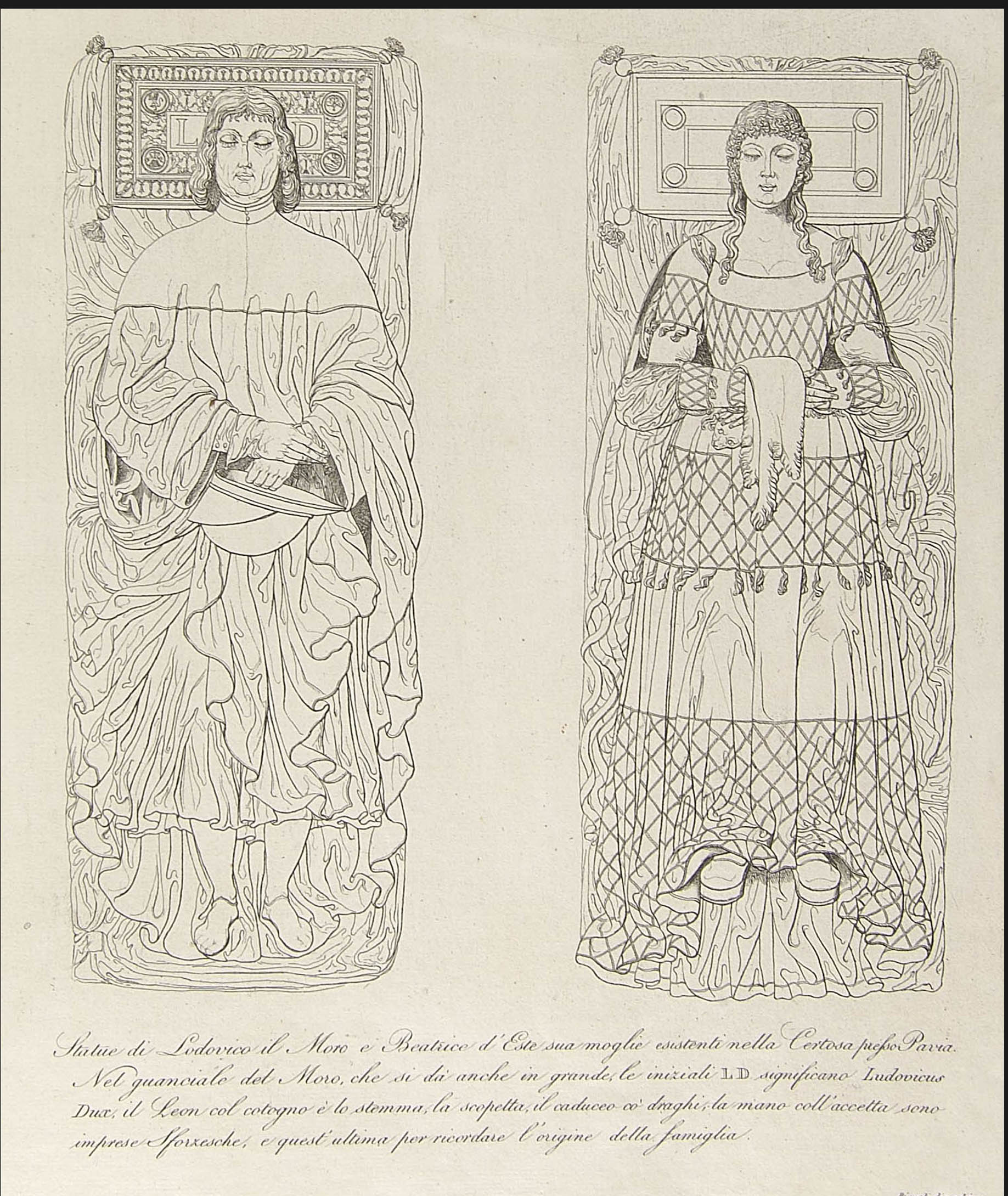
Cenotafio di Ludovico il Moro e Beatrice d'Este, stampa antica.

Passa poi a una più profonda meditazione sulla miseria umana, sulla Fortuna e su Dio:
(Triumphi (II, 121-138))
Nel mezzo di essa interviene la stessa Beatrice, che gli appare per consolarlo e per trarlo fuori dal suo "passato errore":
(Vincenzo Calmeta, Triumphi (III, 55-64))
Il poeta, commosso e sbigottito, le si rivolge allora con questa invocazione:
(Triumphi (III, 79-84))

### Ritorno a Roma
A detta dello stesso Vincenzo il poema fu composto non a Milano bensì a Roma; così infatti egli scrive nel finale della prefazione: "adonqua io, che in lei ogni mia speranza aveva collocata e mia servitù fin a morte aveva dedicata, e trovandome in Roma per alcune mie occurrenzie e ignaro de tanto caso, poi che me fu sua repentina e immatura morte annunciata, così amaramente incominciai a deplorare".
Non è affatto chiaro quando di preciso si fosse recato a Roma né perché, motivazione che egli volutamente tralascia di spiegare. Simone Albonico si mostra tuttavia stupito dal fatto che Vincenzo si fosse allontanato dalla corte proprio un momento tanto delicato nella vita della propria signora, quale la sua terza gravidanza, il cui esito infausto ne causò appunto la morte.

### Commissario di Cesare Borgia
Forse aveva già in quel tempo conosciuto il duca Cesare Borgia, ma non entrò subito al suo servizio, si suppone infatti un suo momentaneo ritorno a Milano, perché egli stesso nella sua "Vita di Serafino Aquilano", traendo un'ulteriore occasione per ricordare la propria duchessa, scrisse che a causa della di lei morte "ogni cosa andò in ruina e precipizio, e de lieto Paradiso in tenebroso inferno la corte se converse, onde ciascuno virtuoso a prendere altro camino fu astretto, et io tra li altri, vedendo tanta mia alta speranza interrotta, sopragiontomi anchora altra nova occasione, a Roma me redussi".

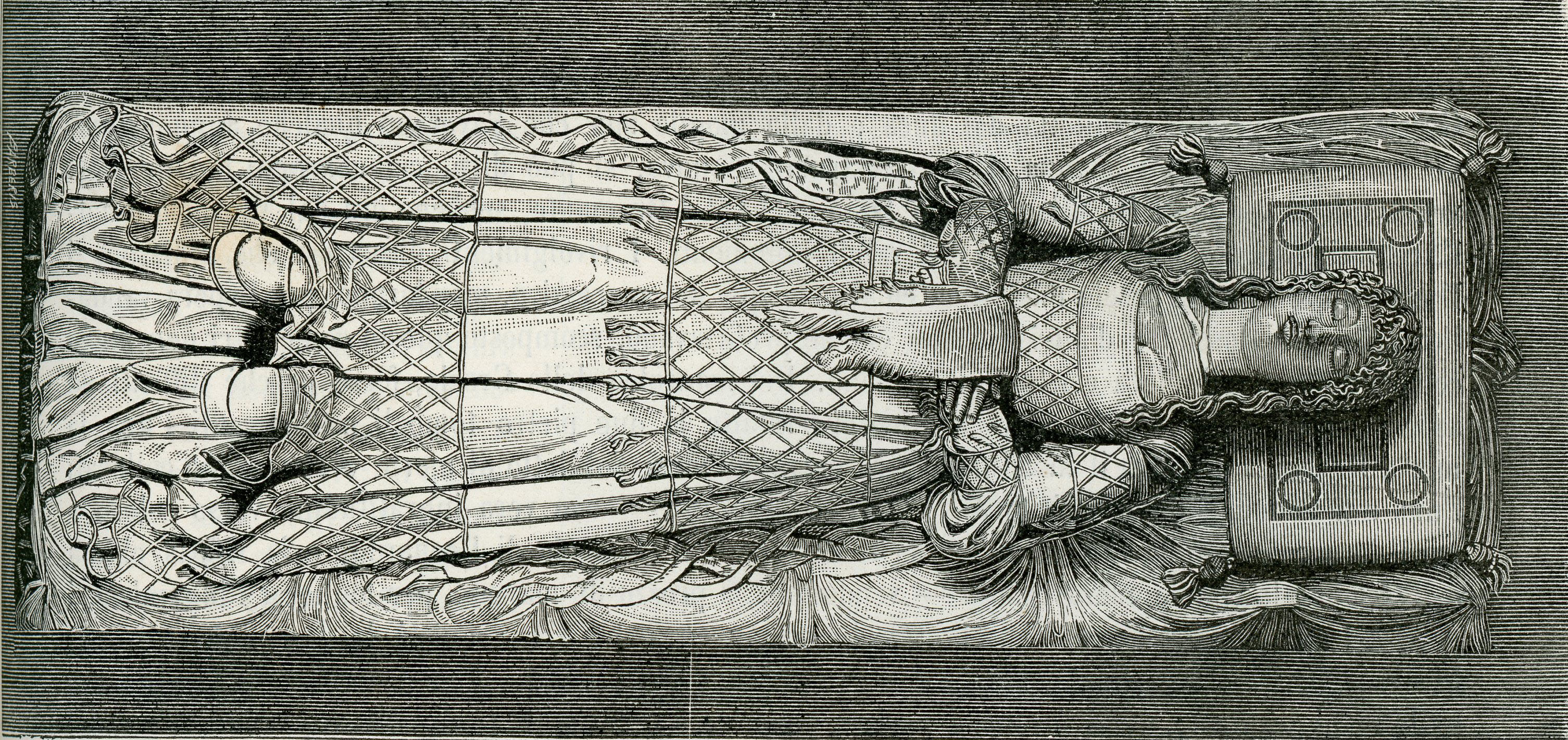
Certosa di Pavia: la pietra tombale di Beatrice d’Este in una xilografia di Giuseppe Barberis.

Nel maggio-settembre 1498 è infatti segnalato a Mantova presso i Gonzaga. Circa in quel tempo partì per la Francia al seguito di Cesare Borgia, come suo segretario, e tornò in Italia con le truppe francesi tra l'agosto e il settembre 1499. I progetti politici del Borgia gli risultavano però spiacevoli, e da ciò si comprende il motivo del suo intervento presso Luigi XII in favore di Caterina Sforza. Vincenzo si mostrava sinceramente preoccupato per la sorte della donna e le scriveva consigli su come impedire il piano papale, promettendo anche di accorrere in suo aiuto. Egli seguì comunque Cesare nella sua impresa di Forlì e poi a Roma. Qui fu testimone del primo tentato assassinio di Alfonso di Bisceglie, di cui diede notizia alla duchessa Elisabetta Gonzaga.
Mancano altre sue notizie fino al 1502, ma si presume che avesse continuato a seguire il Borgia in tutti i suoi spostamenti e quindi in Romagna e a Napoli. Sicuramente si trovava a Imola nell'ottobre-dicembre 1502. Probabilmente assistette anche alla drammatica strage di Senigallia. Nel gennaio 1503 il Borgia lo inviò come commissario a Fermo, ma tenne quel posto solo per pochi mesi, poiché già nel maggio fu sostituito da Giacomo Nardino. Vincenzo dovette cogliere l'occasione per separarsi dal servizio del Borgia, la cui stella era oramai al declino, e dei cui favori non godeva più come in passato. Già nel settembre 1503 lo si ritrova al servizio di Ercole Pio Carpi, a Ferrara, dove conobbe Pietro Bembo.

### Protetto di Elisabetta Gonzaga
Al principio del 1504 si stabilì alla corte di Urbino, dove rimase, pare, quasi fino alla morte. Nel marzo 1507 figura nella compagnia dei gentiluomini del prefetto di Roma Francesco Maria della Rovere. Nonostante proseguisse la sua corrispondenza con Isabella d'Este, alla quale nel 1504 mandò un'epistola sulle elegie volgari, egli non poté mai tornare a Mantova per via dell'odio feroce che gli portava il marchese Francesco Gonzaga, non si capisce per quale ragione. Quest'ultimo pregò la sorella Elisabetta di non nominargli più Vincenzo neppure per sbaglio, dicendo: "io non potria sentire né ricever il magior dispiacer che vedermi ricerchato [raccomandato] da V. S. [Vostra Signoria] in favore de Vincentio Calmetta, quale non sento nominare senza mio gran disturbo et molto fastidio, per causa ho de non volerli bene [...] et sij certa che alla sua prima [lettera] non feci resposta solum per l'odio [che] porto ad esso Vincentio". Egli trafficò in modo tale da fargli perdere i favori del fratello cardinale Sigismondo Gonzaga che, pur desiderando tenerlo a proprio servizio, fu costretto a rinunciarvi. A questi infatti Francesco scriveva, come già per la sorella, un aspro rimprovero: "Circa il Calmetta non posso già far che non me resenti [risenta] alquanto, perché una persona tanto odiata da noi, quanto è il Calmetta, sia accarezata et ben vista da quelloro [coloro] che mi doverieno [dovrebbero] amare, et odiar quelli che odio e non tenirne tanto conto".
Secondo Alessandro Luzio, già prima del 1502 Vincenzo si pavoneggiava del favore accordatogli da Isabella d'Este, moglie di Francesco. Secondo Stephen Kolsky, l'odio del marchese non sarebbe derivato da gelosia ma, al contrario, da una difesa della moglie e della sorella, le quali sarebbero state infamate da Vincenzo: in seguito alle feste ferraresi per le nozze di Lucrezia Borgia con Alfonso d'Este fu diffusa una lettera, proveniente dall'Accademia romana e diretta proprio alle due donne, in cui la marchesa Isabella era descritta come una mangiona, avida e sciatta che, pur non essendo più tanto giovane, si conciava in modo tale da volere sembrare una ragazzina. Si diceva che l'autore fosse lo stesso Vincenzo, ma questi aveva più volte dichiarato che non era suo costume "lacerare", cioè infamare, gli altri, e lo stesso Mario Equicola ne reputava piuttosto autore Mario Bonaventura, che avrebbe voluto incastrare Vincenzo. Del resto non si spiegherebbe altrimenti come, a dispetto degli odi del fratello, Elisabetta Gonzaga riservasse sempre a Vincenzo la propria più sincera e appassionata amicizia, né come Isabella fosse in ottimi rapporti col Calmeta ancora nel 1504. Questa predilezione avrebbe addirittura causato a Elisabetta un litigio con Francesco, che le negò la propria ospitalità. Secondo Cecil Grayson, invece, il marchese si adirò non per le presunte offese rivolte alla moglie, bensì per quelle rivolte alla sua amante Teodora Suardi, forse anche facendo risaltare il contrasto tra la prima e la seconda.
Certamente da ciò si comprende "quanto interesse doveva portargli Elisabetta", se per causa sua correva persino il pericolo di entrare in contrasto con l'amato fratello, come in effetti accadde. Difatti "la relazione del Calmeta con Elisabetta durò inalterata per anni parecchi", fino alla sua morte. Anche Pietro Bembo, che all'epoca stimava molto Vincenzo (essendo stato da lui lodato in alcune sue opere) nel gennaio 1507 scriveva da Urbino al fratello Bartolomeo che Vincenzo stavasi recando a Venezia per stampare alcune sue opere, e perciò gli raccomandava di onorarlo convenientemente ospitandolo in casa loro, e precisava che "egli [Vincenzo] è qui già buon tempo stato con Mad. Duchessa [Elisabetta], e ha onore assai da lei ricevuto".
  

In una scena narrata nel Cortegiano di Baldassarre Castiglione (ambientato nel 1507 ma scritto diversi anni dopo) "l'irreprensibile Elisabetta, che ha scelto di essere vidua [vedova] in vita dell'impotente Guidobaldo" si mostra in pubblico con una lettera S sulla fronte, sul significato della quale i suoi cortigiani si interrogano: "forse cela nell'emblema che le orna la fronte un desiderio segreto relativo alla tanto agognata, impossibile maternità. O forse un segreto vincolo d'amore". Nell'opera è detto che Unico Aretino risponde alla sfida con la composizione estemporanea di un sonetto, Per segno del mio amor nel fronte porto, il quale indica appunto il significato principalmente amoroso di quella S sulla fronte, che varia poi in base alle diverse situazioni. In verità tale sonetto, attribuito da Castiglione all'Aretino, uscì a stampa già nel 1502 sotto il nome di Vincenzo Calmeta.

"Tratto spiccato della sua vita riesce il grande favore in cui lo ebbero le maggiori donne del tempo: Beatrice, Elisabetta, e insieme con esse anche la sorella dell'una e cognata dell'altra, Isabella Gonzaga; nobili sembianze, frammezzo alle quali produce effetto singolare il veder sporgere il truce suo viso Cesare Borgia".

### Inimicizia con Pietro Bembo
In questo periodo Vincenzo si dedicò intensamente all'approfondimento dello studio sulla lingua cortigiana elaborando la sua teoria e dimostrò, nei "Nove libri della volgare poesia", oggi andati perduti, nelle "Annotazioni e iudìci" e nella nota "Vita di Serafino Aquilano" pubblicata a Bologna nel 1504, di essere uno tra i più validi critici del tempo. Questi libri gli causarono l'avversione e l'inimicizia di Pietro Bembo, col quale era inizialmente in buoni rapporti, e che lo denigrò nelle sue Prose. "Probabilmente il Bembo, che non faceva mistero dei suoi propositi di occuparsi organicamente della lingua volgare, avrà provato un cruccioso dispetto nel sapere che il Calmeta stava battendo quella stessa strada che egli solo e per primo voleva battere". Sembra che il Bembo accusasse Vincenzo di aver approfittato della sua buona fede per carpirgli l'idea, e forse anche una parte del contenuto, delle sue Prose, sebbene sia impossibile dire in che misura l'accusa fosse fondata.
Ludovico Castelvetro, che conosceva bene Vincenzo poiché aveva letto le sue opere, affermò che Pietro Bembo nelle Prose aveva messo in bocca a Vincenzo una opinione sulla lingua volgare alla diversa da quella che egli aveva espresso nei suoi libri sulla volgar poesia, cioè che Bembo avesse commesso una falsificazione ai suoi danni, sebbene anche qui sia impossibile giudicare la fondatezza dell'accusa
Vincenzo morì infine a Roma nell'agosto del 1508.

## Aspetto e personalità
Nulla ci è noto dell'aspetto fisico di Vincenzo. Francesco Oriolo lo definisce "cruccioso in vista", cioè d'aspetto stizzoso. Il suo temperamento iracondo, per certi aspetti arrogante, trova conferma anche all'interno delle Prose di Pietro Bembo, pur suo nemico: qui Vincenzo è descritto mentre, in seguito a una vivace discussione letteraria, "tutto cruccioso e caldo [adirato]" si separa dalla compagnia. In un compimento che porta il suo nome, ma d'attribuzione incerta, egli si descrive come un capitano d'armate, che per amore non si dedica a balli e giochi, bensì a giostre e a tornei, e che anche in battaglia trae coraggio dal pensiero della donna amata.
Fu senz'altro un'anima inquieta, la cui costante malinconia molto si riflette nelle sue poesie. Vincenzo stesso dichiarava il proprio proposito di mantenersi a ogni costo fedele alla virtù, ma il suo animo inclinava talvolta alla superbia. Nell'opera di Baldassarre Castiglione, il Cortegiano, alla dichiarazione di Federico Fregoso che la miglior via di conseguire i favori sia il meritarli, Vincenzo obietta che l'esperienza insegna il contrario, ossia che solo i presuntuosi sono favoriti dai principi, non i modesti, e cita a esempi gli spagnoli e i francesi. Per presunzione egli intende tuttavia la sfrontatezza, cioè l'ardire di domandare grazie ai principi e di farsi notare, senza attendere di essere spontaneamente favoriti da loro in virtù dei propri buoni meriti, cosa che a parer suo capita assai di rado.
Nelle proprie prose, egli fa in verità professione di modestia, quando chiede al lettore se non ha forse ragione a sdegnarsi contro certi rozzi cortigiani o "vane donne, o d'altri temerari ignoranti, che per sapere concordare due desinenze, o uno stramotto nel liuto" si credono allo stesso livello di Dante e Petrarca, mentre egli "provetto [poveretto] di età di quaranta anni, e che tutto il mio tempo in questa professione ho dispensato, non mi pare ancora d'essere giunto alla millesima parte di quello che io conosco", cioè all'eccellenza dei grandi luminari italiani, quali Dante e Petrarca. "E se costoro [i sedicenti poeti della sua epoca] dicono a me ch'io sono presontuoso, risponderò esser molto più prosuntuosi loro, che hanno ardire di sindacar me, che tutto il mondo ho preso a bilanciare".

## Giudizi
Il Calmeta passò alla storia come "un cortigiano caro alle donne, superficiale e ciarlatanesco: un rimatore d'occasione, che poteva allora godere una certa fama, ma per cui, passata quell'età, quasi non bastarono più le parole di disprezzo". Poetuncolo pretenzioso lo definì sdegnosamente lo storico Alessandro Luzio. In verità egli rivela un animo profondo, un occhio indagatore della società e della crisi del suo tempo: "tutta la sua critica [...] punta sulla rivelazione dei vizi, delle esagerazioni, delle frivolità, delle debolezze del suo tempo, dei vivi. [...] giudica e manda alcune delle più cospicue figure dell'epoca sua senza riguardo per le persone o per le simulate riserve della società cortigiana".
D'altra parte, nella critica dell'epoca, i versi di Vincenzo erano generalmente molto stimati ed egli ritenuto poeta eccelso: Cassio da Narni dice "coronato era quivi anche il Calmetta | e il suo stil dolce a tutti dilettava". Galeotto del Carretto lo chiama "Calmeta egreggio, fra tutti i bon poeti laureati"; il Burchiello "facondo Calmetta" e "Il Calmetta con sue rime pronte".  Giovanni Filoteo Achillini lo nomina, in alcuni suoi versi, "[...] el Calmeta eccellente, che 'l mal scorto Filefo assai disturba". Gaspare Visconti si rammaricava con un amico di non aver ricevuto le poesie di Vincenzo, come sperava, dicendogli: "più me ne dole per esser stato privo di quella dolceza che si suole sempre gustare nel suo delicatissimo stile".

Fra i detrattori, invece, Lelio Manfredi lo dice nemico del Burchiello e "pien di fumo e fasto" ("né meglio potrebb'essere definito questo gonfianuvole" commenta sprezzantemente il curatore Francesco Flamini), e forse a lui si riferiva un verso del Pistoia, che recita: "Vincenzo ha uno stil da sé solo apprezzato", mentre il poeta Filippo Oriolo così ce ne lasciò memoria:
(Filippo Oriolo, Cianello, Decennio, p. 229.)
I suoi scritti, come scrisse Cecil Grayson, "rivelano una personalità robusta e vigorosa, preoccupata [...] di molti aspetti della sua età, oltre quello della letteratura cortigiana". La sua persona diede origine a un verbo, coniato da Pietro Bembo: calmeteggiare, col significato di "esaltare sé stesso", o altrimenti di "fare il ciarlatano, specie in materia di lingua".

## Opere
or pianto, or riso, or pocha pace, or guerra, |
solo in cambiar mio fato el ciel si spechia. |
Ogni animal ha qualche triegua in terra |
et io per suspirar sto sempre desto, |
né mai per me pietà sue porte serra. |
Quietasi el mare e io sempre tempesto, |
quietasi i venti e io sempre sospiro, |
perso el meglio e non so che sia del resto, |
ho ben iusta cason se io me adiro, |
che 'l ben m'è pigro e sì veloce el male |
che mai via ho d'uscir fuor di martiro. [...]»
(Capitulo di Vincenzo Calmeta, in Compendio de cose nove etc)

### Composizioni poetiche sopravvissute
Numerose rime, sonetti, strambotti, epistole e capitoli metrici sono tramandati dai manoscritti e dalle opere a stampa sotto il nome di Vincenzo Calmeta, Vincenzo Collo (Colli), indicato più semplicemente come Calmetta (Calmete) o Vincentius (Vincentii). Benché le attribuzioni siano sempre incerte, esse lo sono specialmente nel caso in cui vi compare il solo nome, che può riferirsi anche al contemporaneo poeta Vincenzo Pappacorda. La maggior fama del Calmeta, tuttavia, induce a credere che solo a lui potessero riferirsi senza necessità di indicare il cognome. Si aggiungono tuttavia le incertezze dovute alle frequenti confusioni autoriali fra Vincenzo e il suo amico Serafino Aquilano, anch'egli indicato col solo nome Seraphinii, e con altri poeti del medesimo circolo.
Alcuni sonetti amorosi e un lungo malinconico componimento intitolato Capitulo, incentrato sui temi della Fortuna e della sventura umana, sicuramente posteriore alla morte della duchessa, sono contenuti in Compendio de cose noue de Vicenzo Calmeta & altri auctori, stampato a Venezia nel 1508. Incerta è pure l'attribuzione di tre ottave del codice Sessoriano 413: Mille falaci, strani e van pensieri; La fede non va più vestita a biancho; Gli occhi che pria miraro el tuo bel volto.

### Opere letterarie

#### sopravvissute
1. Compendio dell'Ars Amandi: volgarizzamento in terzine dell'opera di Ovidio composto fra il 1494 e il 1497, quasi controvoglia, su richiesta di Ludovico il Moro. In esso Vincenzo sembra voler emulare il Dante nella Vita Nova quando annuncia l'intenzione di comporre la Divina Commedia per l'amata, in quanto scrive: "Altrove mostrar spero l'intelletto | alzando a volo una immortal fenice | che sarà al basso stil mio alto suggetto".[37] Si tratta sicuramente della duchessa Beatrice.[3]
2. Triumphi: poemetto in memoria di Beatrice d'Este;[37]
3. Vita di Serafino Aquilano, composta nel 1504:[37] breve scritto biografico in memoria del caro amico e poeta vagabondo Serafino Aquilano, nel quale ancora una volta coglie occasione per ricordare il tempo perduto ed elogiare la defunta duchessa Beatrice, nonché il fu re Ferrandino ed Elisabetta Gonzaga;
4. Annotazioni e iudìci;[37]
5. S'egli è lecito giudicare i vivi o no: difesa del poeta contro coloro che lo accusano di giudicare con presunzione i viventi. "E se costoro dicono a me ch'io sono presontuoso, risponderò esser molto più prosuntuosi loro, che hanno ardire di sindacar me, che tutto il mondo ho preso a bilanciare".[36]
6. S'egli è possibile essere buon poeta volgare senza aver lettere latine: la poesia è una dote innata, infusa da "divino furore", che non dipende dunque dall'ingegno dell'uomo, ma che deve essere comunque aiutata dallo studio e dalle lettere. "Non nego che al poeta non sia necessario prima portarsi la vena dal ventre della madre [...] ma dico, se non è aiutato dall'accidente, sarà come una veste di broccato ricchissimo fatta da inetto sartore, nella quale più sarà biasimato l'artificio che laudata la materia". Dunque chi vuol essere un elegante poeta non deve essere del tutto ignaro della lingua latina. "E però voi altri che avete gl'ingegni elevati, e che siate desiderosi nella poetica facultà far qualche frutto, vogliate nelle dottrine insudare, fuggendo la bestial persuasione di alcuni ignoranti, i quali per saper accordar quattro rime insieme, vestiti d'un bestial fumo, come hanno le loro inezie a qualche barbaro o feminella recitato, la ignoranza loro con la eccellenza del Petrarca non permuteriano".[41]
7. Dell'antichità del buccolico verso e che circonstanze all'egloga si convengono;[42]
8. La poesia del Tebaldeo: giudizio sulla poetica di Antonio Tebaldeo;[2]
9. Qual stile tra' volgari poeti sia da imitare;[43]
10. Cecilia Gallerani e Giulia Farnese: biografia, comparazione e giudizio (per entrambe favorevole) sulle due famosissime amanti di Ludovico il Moro e Rodrigo Borgia, fra le donne più belle d'Italia.[44]
11. Per molti essempi che cosa sia servare il decoro;[45]
12. Della ostentazione;[46]
13. Littera di Vincenzo Calmeta scritta all'Illustrissima Madama Marchesa nostra: epistola sui capitoli, epistole ed elegie indirizzata a Isabella d'Este;[37]

#### Perdute
1. Nove libri della volgare poesia: dedicati a Elisabetta Gonzaga,[32] furono l'esposizione della sua teoria sulla lingua;[37]
2. Amoroso Pellegrinaggio: prosimetro in tre libri, mai terminato;[37]
3. La epitome della inclinazione dello Imperio infino al tempo di Sisto IIII sopra la varietà d'Italia, dove poi incomincia istoria della varietà della fortuna de' tempo suoi in XII libri distinta: opera storica in dodici libri che copriva gli anni dal 1453, conquista di Costantinopoli, al 1502, con la discesa in Italia di Luigi XII, narrando tutti i principali avvenimenti e i loro protagonisti. Il dodicesimo libro costituiva una sorta di rassegna delle donne più famose d'Italia, fra cui Bona di Savoia, Eleonora d'Aragona, Isabella d'Aragona, Beatrice d'Este, Isabella d'Este, Elisabetta Gonzaga, Lucrezia Borgia, Caterina Sforza, Sancia d'Aragona e molte altre. Perdita irrimediabile per la nostra conoscenza del periodo storico.[37][47]
4. Una commedia composta a Urbino nel 1504, di tema ignoto.[37]
5. Un commento alla canzone del Petrarca "Mai non vo' più cantar".[37]
6. Modo di aver cognizione quali arme dimostrino antica nobiltà e quali no.[37]
7. Come nel crescer gli anni e nelle mutazioni dell'età degli uomini si mutano gli stili.[37]
8. Epistola delle perturbazioni d'Italia.[37]